# Geografía de la provincia de Guadalajara

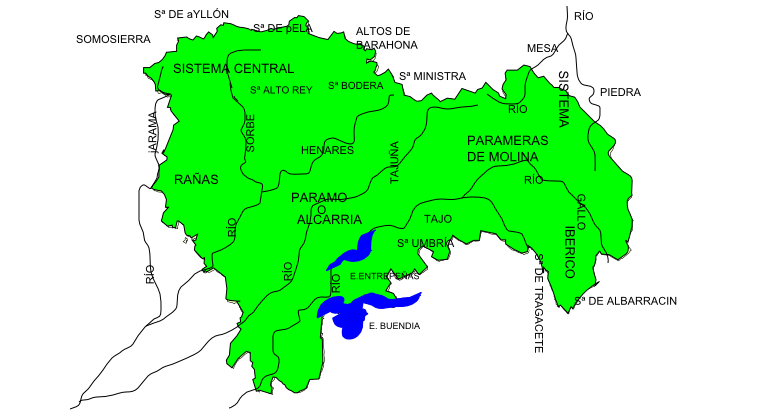
La provincia y sus accidentes geográficos más importantes.

La península ibérica se organiza en torno al Macizo Ibérico o Hespérico, formado a finales del Paleozoico, y compuesto por las raíces graníticas de las cordilleras que se formaron durante  la orogenia varisca, de dirección dominante NO-SE, así como de sedimentos anteriores plegados y metamorfizados por la misma. A finales del Pérmico y en el Mesozoico se producen dos etapas de rifting y el arrasamiento de la cordillera varisca, formando una  penillanura sobre la que se produce la sedimentación en ambientes de plataforma carbonatada marina. Durante el Eoceno tardío al Mioceno temprano, se produce la orogenia alpina, responsable de las principales líneas del relieve actual, por el levantamiento de los bloques fracturados, como ocurre con el Sistema Central, según una tectónica de piel gruesa,  con horst y graben, y el Sistema Ibérico, caracterizado por una tectónica de piel fina, por inversión tectónica de las estructuras de los rifting mesozoicos, dando lugar a relieves apalachenses.

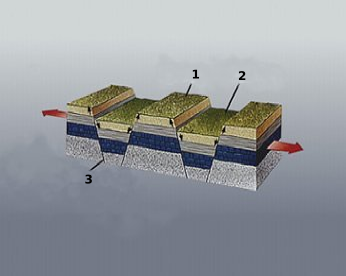
1º Horst. 2º Fosa tectónica. 3º Falla.

Con la aparición de estos relieves se individualizan una serie de cuencas sedimentarias interiores, que acumularan margas, arcillas y calizas y llegaran a colmatarse en el Pontiense (Mioceno superior) con calizas lacustres. Tras el fin de la orogenia, la península sufre una serie de reajustes epirogénicos que terminan por inclinar el macizo hacia el oeste. Este vuelco permite que los lagos interiores se vacíen y se inicie una intensa erosión de los sedimentos cenozoicos.

## Relieve
La provincia de Guadalajara, se encuentra situada al noreste de la comunidad autónoma de Castilla-La Mancha en la meseta central, entre los paralelos, 40° 07' y 41° 18' de latitud norte y los meridianos 1º 32' y 3º 29' de longitud oeste. Con una extensión de 12.190 km 2, ocupa el 3,42% de la superficie de España.
El relieve de la provincia, a grandes rasgos, es de una gran simplicidad; se resuelve con dos sistemas montañosos, Sistema Central y sistema Ibérico, soldados entre sí y una tabla meseteña interior, cortada por los cauces de los ríos.

### Unidades
Se puede dividir en cuatro unidades características:
- El Sistema Central, que ocupa la zona noroccidental con la alineaciones cortadas por las cabeceras de los ríos: Las sierras de Somosierra, las de Ayllón, de Pela con la sierra del Ocejón de 1.500 a 2.000 m de altitud, y las sierras del Alto Rey y de la Bodera entre 1.200 y 1.500 metros, que enlazan hacia el este por los altos de Barahona y Radona con el Sistema Ibérico. Es un sistema montañoso rejuvenecido por la orogenia alpina, que separa las dos submesetas, limita con Segovia y la Comunidad de Madrid. Son sierras cuarcíticas formadas en la era Primaria y donde se encuentran las mayores alturas de la provincia.

- El Sistema Ibérico, que ocupa la zona nororiental, que se resuelve hacia el sur con la sierra de la Umbría, al sureste con la Macizo de Albarracín, Serranías de Molina y Montes Universales (1.600 m) y hacia el norte y noreste en las parameras de Sigüenza, Atienza y Molina (1.050 a 1.200 m). Al este penetra en la depresión Calatayud-Daroca-Teruel. Son sierras mayoritariamente calizas, erosionados por las hoces de los ríos, y las típicas muelas (como las Tetas de Viana) y parameras.

- Los Páramos Alcarreños, de sedimentos continentales y estructura tabular que ocupan buena parte de la provincia y cuya altitud es de alrededor de 1.000 metros.

- Las Campiñas de los ríos Henares y Sorbe, que ocupan el sur y suroeste provincial. En el interfluvio Henares-Jarama se encuentran las superficies de las rañas.[5]

## Clima
La provincia de Guadalajara, dada su amplia y variada realidad geográfica, reúne en su territorio diversas condiciones climáticas, si bien todo él puede encuadrarse dentro del denominado clima mediterráneo continentalizado, típico de la Meseta Central, que se acusa especialmente en las comarcas de mayor altitud (La Serranía, Señorío de Molina-Alto Tajo y Alcarria Alta) y que se suaviza en las más bajas (Campiña y Alcarria Baja).
Veranos largos, secos y calurosos, e Inviernos igualmente largos y rigurosos, dan paso a primaveras y otoños cortos y templados en sus condiciones meteorológicas, pero que dejan una significativa huella de su estacionalidad equinoccial en el paisaje, tanto en la etapa de la foliación como en la de caducifoliación de las especies vegetales arbóreas.
La diversidad climática que presenta la provincia de Guadalajara, ubicada en una zona de transición entre la España atlántica y mediterránea, propicia el desarrollo de comunidades vegetales muy dispares (encinares, sabinares, pinares, robledales, hayedos, etc.) que se conforman en ricos y variados ecosistemas.

### Precipitaciones

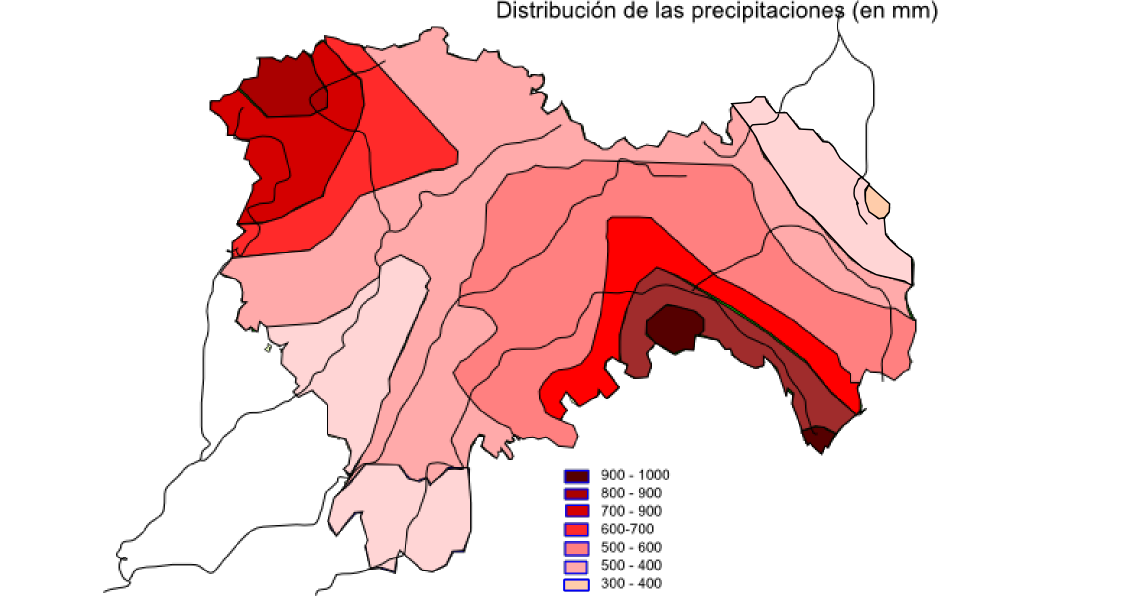
Distribución de las precipitaciones en (mm).

La distribución estacional de las precipitaciones, está condicionada por el relieve, los máximos pluviométricos se dan en las áreas montañosas del Sistema Ibérico, entre 700 y 900 mm anuales, y en las cabeceras del Jarama y Sorbe, en la sierra de Ayllón, con más de 800 mm.
Existen tres áreas con precipitaciones inferiores a 600 mm:
- La occidental, que comprende los valles del Henares, Tajuña y sur del valle del Tajo
- La oriental, hacía la depresión del Jiloca, en la cuenca del río Piedra.
- La zona norte, en la paramera de Sigüenza, en el límite con los Altos de Barahona y Radona.

En estas áreas están incluidas gran parte de las Alcarrias de Brihuega y las Alcarrias del sur, de Mondéjar y Pastrana.
Por último, hay zonas con precipitaciones inferiores a 500 mm, que están incluidas en las anteriores son:
- La cuenca baja del Henares.
- La Alcarria de Mondejar.
- El sur del valle del Tajo en el oeste de la provincia.
- La comarca a sotavento de la paramera de Molina, en esta hay una zona con precipitaciones inferiores a 400 mm, haciendo frontera con las provincias de Zaragoza y Teruel, en la cuenca endorreica de Gallocanta.

### Temperaturas
La provincia de Guadalajara, en conjunto, es de características térmicas frescas-frías, las primeras heladas, que reciben en las montañas de los Sistemas Ibérico y Central en fechas muy tempranas, sobre el mes de septiembre. Un mes más tarde son probables temperaturas bajo cero en las parameras de Molina y Atienza y a finales de octubre se generalizan por toda la provincia. La fecha de la última helada es también variable, pero puede situarse a finales de junio en el Sistema Ibérico, zona de Orea, por otro lado en las parameras, así como en el Sistema Central, la última helada se produce en la primera decena de mayo, pero a nivel provincial hay riesgo de helada hasta principio del mes de mayo, salvo en las campiñas, donde estas no ocurren desde principios de abril. Por lo tanto el período libre de heladas varía entre 100 y 150 días en las zonas montañosas y parameras y 175 a 200 en las campiñas.
Las mínimas absolutas más bajas de la provincia, se producen en Molina de Aragón, donde se han dado -28,2 °C, el 28 de febrero de 1952, que la convierte en una de las localidades más frías de España, durante las olas de frío de enero de 1971, se alcanzaron los 30 °C bajo cero y otra vez los -28 °C en diciembre de 1963, únicamente superado por Calamocha. También lo confirma la oscilación térmica media diaria del año, que viene a ser en la zona oriental de 15 °C, mientras que en las áreas montañosas del Sistema Central es más bajo 12 o 13 °C y en las campiñas 9 °C, o bien la amplitud térmica anual que es de 17 °C en la comarca molinesa y bastante menor en el resto de la provincia entre 10 y 15 °C.
Los valores máximos de temperatura se producen en el mes de julio y la zona más cálida es, la del valle del Tajo en el límite con la comunidad de Madrid, donde la temperatura media de las máximas absolutas supera en julio y agosto los 42 °C. También en zonas del valle del Henares registran temperaturas superiores a 35 °C desde mediados de julio a mediados de agosto.

## Hidrografía

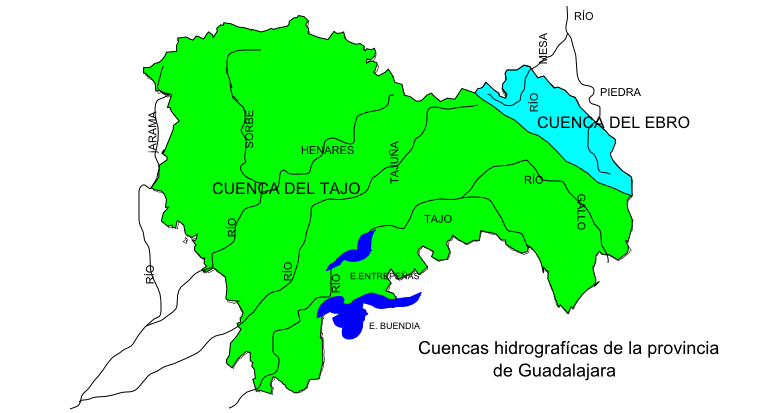
Cuencas hidrográficas.

La mayor parte del territorio de la provincia de Guadalajara, está drenado por ríos que vierten sus aguas al río Tajo, con una extensión de su cuenca de 4.686 km².
Al noreste de la provincia, con una extensión de 996 km², perteneciente al cuenca del río Ebro. Incluye un territorio, que vierte sus aguas en la cuenca endorreica de Gallocanta.

### Vertiente atlántica
Los ríos que vierten sus aguas al océano Atlántico, a través de la Cuenca del Tajo, tienen el régimen hidrológico siguiente:
- Sistema fluvial Tajo-Gallo, que ocupan la zona oriental de la provincia, con un régimen pluvio-nival.
- Cuenca del río Tajuña, con una extensión de 2.015 km², y la cuenca del Henares, con 3.735 km² de extensión y la del río Jarama con 782 km², que recogen las aguas de la zona occidental, con una orientación norte-sur, tienen en general un régimen pluvio-nival mediterráneo, aunque los ríos ubicados hacia el Sistema Central, (Sorbe y Jarama), acusen en sus cabeceras un régimen nivo-pluvial.

### Vertiente mediterránea
Los ríos que tienen su nacimiento en la provincia de Guadalajara y vierten sus aguas al Mediterráneo, son el río Piedra y el Mesa afluentes del río Jalón, de la cuenca hidrográfica del Ebro. También una pequeña parte de la provincia vierte sus aguas en la cuenca endorreica de la laguna de Gallocanta.

### Acuíferos

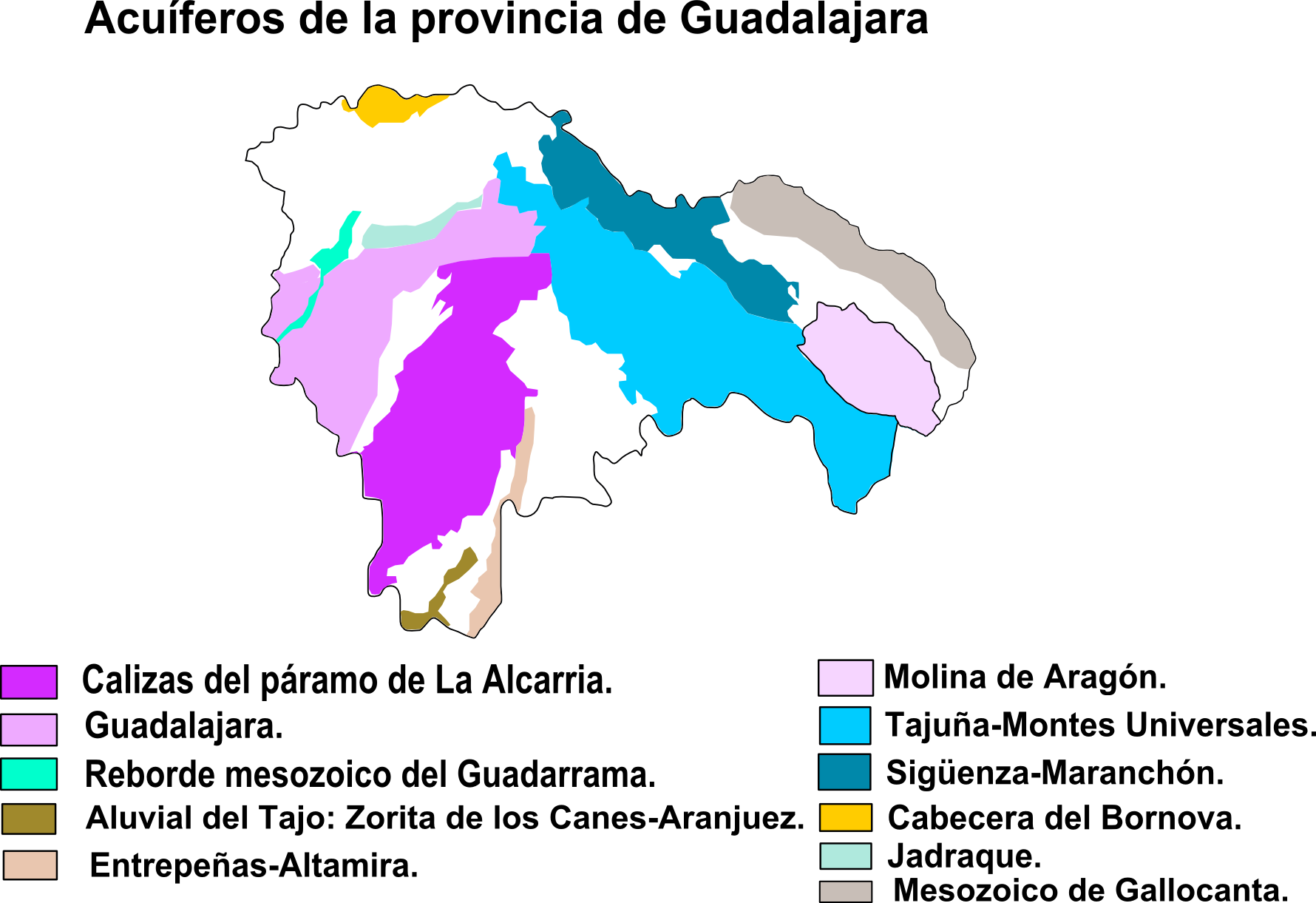
Acuíferos de la provincia.

La provincia de Guadalajara, tiene un sistema de aguas subterráneas, muy importante formado por siete acuíferos, pertenecientes la mayoría a la cuenca del Tajo, pero participando también en las del Duero y Ebro.
- Acuífero n.º 10, llamado Unidad kárstica mesozóica.

Este acuífero tiene una superficie de 3100 km² y se extiende, principalmente en la cuenca del Duero. En la provincia de Guadalajara ocupa el extremo norte, en las sierras de Atíenza, Pela y Ministra, ocupando una extensión de 350 km².
- Acuífero n.º 17, llamado Reborde mesozóico del Guadarrama.

Es el acuífero de menor extensión de la provincia, 60 km², pertenece en su totalidad a la cuenca del Tajo.
- Acuífero n.º 18.1, llamado Mesozóico del flanco occidental de la Ibérica.

- Acuífero n.º 18.2, llamado Tajuña-Montes Universales.

Está localizado en las cuencas del Tajo y Jucar, compartiéndolo con la provincia de Cuenca, con una superficie total de 17.400 km².
- Acuífero n.º 57, llamado Mesozóico de Monreal-Gallocanta.

Está situado en las cuencas del Tajo, Ebro y Jucar; En Guadalajara ocupa una extensión de 700 km².
- Acuífero n.º 15, llamado Calizas del páramo de la Alcarria.

Es el único acuífero que se localiza mayoritariamente en la provincia, y también el más extenso, 1.600 km², está localizado entre los ríos Henares, Jarama y Tajo, siendo su desagüe natural el río Tajuña.
- Acuífero n.º 14, llamado Terciario detrítico de Madrid, Toledo-Cáceres.

Perteneciente a la cuenca del Tajo, en Guadalajara ocupa un espacio muy reducido, al suroeste de la provincia.
- Acuífero n1 19, llamado Unidad caliza de Altomira.

Se extiende al sur de la provincia, continuando por la de Cuenca, con una extensión de 2.700 km².

## Vegetación natural
La variedad natural de la provincia, su extensión y estado de conservación y la situación en la Península, determinan la presencia de gran variedad de comunidades vegetales.
Desde el punto de vista geobotánico y siguiendo la clasificación de Rivas-Martínez, la Provincia tiene la presencia de cuatro comarcas biogeográficas, con los siguientes sectores:
- Guadarrámico.[8]
- Celtibérico-Alcarreño.
- Maestracense.
- Manchego.

El sector de mayor extensión, es el Celtibérico-Alcarreño, de extensión menor, pero con comunidades vegetales de gran interés, son los sectores Maestracense y Guadarrámico.

### Series zonales[9]
La distribución de cada serie zonal, agrupadas según la especie vegetal dominante, es:

#### Encinares

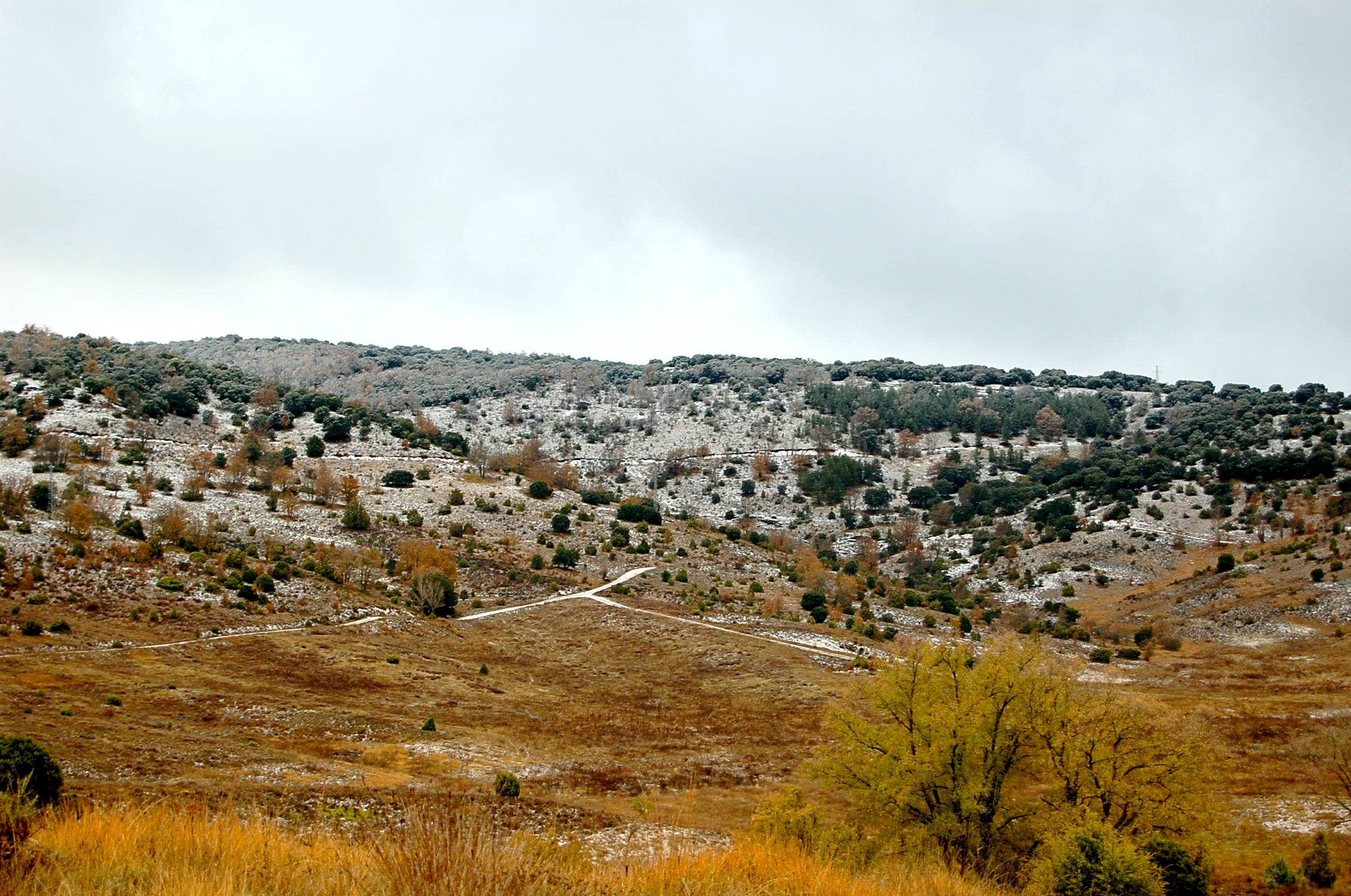
Vista de encinar alcarreño.

Son las formaciones vegetales que ocupan o podrían ocupar mayor extensión de la provincia, a excepción de las zona oromediterránea o de alta montaña. Las series de vegetación de la encina son:
- Serie meso-supramediterranea guadarrámico-iberica silicícola (Junipero oxycedri-Querceto rotundifoliae sigmentum). Se da fundamentalmente en las faldas de la Sierra de Ayllón y en algunas sierras silíceas del sector Celtibérico-Alcarreño de la provincia.

- Serie supramediterránea castellana-maestrazgo-manchega basofila (Junipero Thuraferae-Querceto rotundifoliae sigmentum). Se localiza en zonas de Alcarria y páramos de Guadalajara y Serranía de Cuenca. La encina determina un bosque sombrío en el que prosperan arbustos y herbáceas como: Arbutus unedo, (Madroño), Pistacia lentiscus, (Lentisco), etc.

Los matorrales de degradación del encinar, variados según su serie original, forman romerales, tomillares, jarales, cantuesares, retamares, etc., que ocupan una gran extensión en la provincia e indicando el área potencial de distribución.

#### Melojares

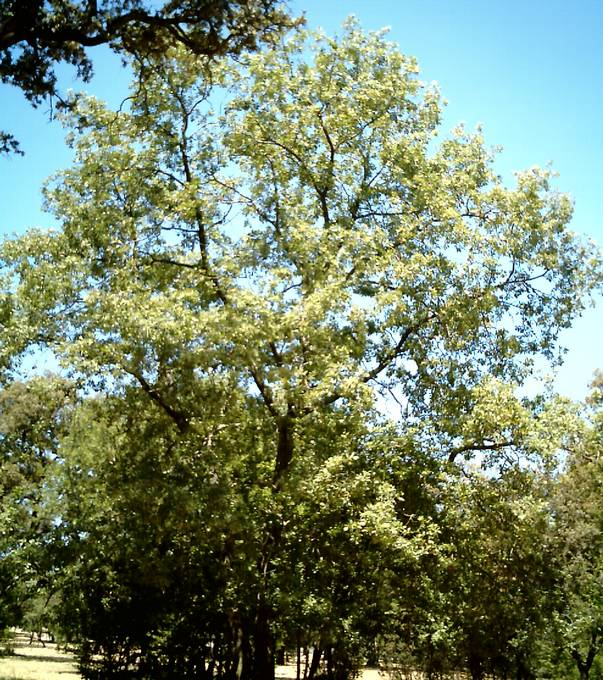
Melojar.

Los melojos (Quercus pyrenaica), ocupan una reducida extensión, están limitados a sistemas montañosos o intrusiones de suelo ácido. Aunque muy modificados y degradados por la actividad humana, se conservan en la Sierra de Ayllón y determinados enclaves de la provincia (Rodenal), por ejemplo el Rebollar de Navalpotro. Suelen ir acompañados de otras especies arbóreas como serbales (Sorbus torminalis y Sorbus aria), tejo (Taxus baccata) o acebo (Ilex aquifolium).
La degradación de los melojares origina etapas aclaradas de matorral, fundamentalmente brezales y jarales, mucho más abundantes que los rebollares.
- Serie Supramediterránea carpetano-ibérico-alcarreña subhúmeda silicícola (Luzulu forsteri-Querceto pyrenaicae sigmentum). Se localiza en el sector Guadarrámico del Sistema Central, alcanzando el subsector de la Sierra de Ayllón y los enclaves silicíos del sector celtibérico-alcarreño (Rodenales).

- Serie Supramediterránea ibérico-ayllonense húmedo-hiperhúmeda silicícola (Festuco heterophyllae-Querceto pyrenaicae sigmentum). Localizada en el noroeste de la provincia, en áreas húmedas de la Sierra de Ayllón.

#### Hayedos
El haya (Fagus sylvatica) ha quedado acantonada en pequeños reductos en la sierra de Ayllón como el hayedo de Tejera Negra.
- Serie Supramediterránea ibérico-ayllonensis hiperhúmeda-húmeda silicícola (Galio Rotundifolii-Fagetum sigmentum).

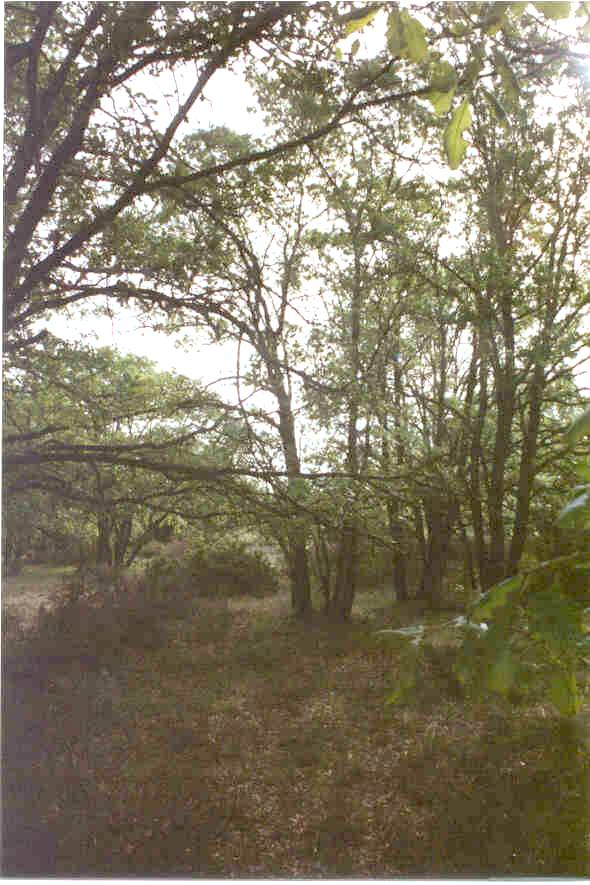
Quejigar.

#### Quejigares
Los Quejigares, de (Quercus faginea), sustituye ecológicamente a los encinares sobre suelos profundos y más húmedos entre 800 y 1.200 m, y alternan con encinares y pinares. Aparecen acompañados de arces (Acer opalus, Acer monspessulanum) y servales (Sorbus aria, Sorbus domestica, Sorbus torminalis) y rosáceas arbustivas (rosas, guillomos, majuelos, etc.). Buenas representaciones de quejigar, son Valle del Tajuña en Torrecuadrada, en Torrecuadrada de los Valles y los Quejigares de Barriopedro y Brihuega.
- Serie Mesosupramediterránea alcarreño-manchega basófila (Cephalanthero longifoliae-Querceto faginae sigmentum). Su área potencial se extiende desde las Alcarrias hasta la Serranía de Cuenca, su terreno ha sido repoblado en muchas ocasiones de pinos (Pino laricio).

#### Sabinares
Los sabinares de (Juniperus thurifera), forman el genuino bosques de las parameras de Guadalajara, desde los 1000 a 1400 m.

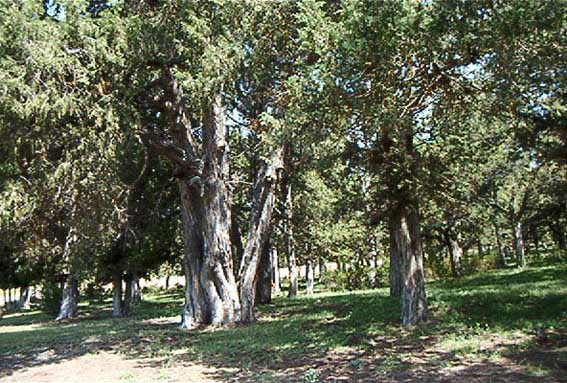
Sabinar de páramo.

- Serie Supramediterránea maestracense y celtibérico-alcarreña (Junipereto hemisphaerico-thuriferae sigmentum). Ocupan las altas mesetas llanas y las laderas expuestas, donde las condiciones climáticas son más duras y encuentran menor competencia.

- Serie Supramediterránea manchego-aragonesa de la sabina albar (Junipereto phoeniceo-thuriferae sigmentum). La serie tiene un carácter más termófilo que la anterior. En la provincia de Guadalajara, dentro del término de Torremocha del Pinar, existen unos magníficos sabinares de esta serie vegetal..

Serie de vegetación de la sabina rastrera, (Juniperus sabina).
- Serie Oromediterránea maestrazgo-conquense basófila (Sabino-pineto sylvestris sigmentum). En la provincia de Guadalajara, ocupa la alturas del Señorío de Molina de Aragón, entre los 1500 y los 1.800 metros. Las pocas extensiones de esta serie se encuentran en laderas muy expuestas, con duras condiciones climáticas.

#### Pinares
Ocupan una gran extensión, en la provincia, la especie más abundante es el pino laricio o salgareño (Pinus nigra), que predomina en el sureste y noroeste de la provincia; en segundo lugar el pino resinero o rodeno (Pinus pinaster), abundante desde el Rodenal de Sigüenza hasta la zona Molina de Aragón; el pino carrasco (Pinus halepensis), en zonas aisladas de la sierra de Altomira. Menor extensión ocupa el pino albar (Pinus sylvestris) en el flanco noroccidental, (Sistema Central) y suroriental (Sistema Ibérico), continuando por el Macizo de Albarracín, en la Serranía de Cuenca.

### Formaciones vegetales edafófilas
Son las formaciones ligadas a determinadas litologías o suelos azonales, existe un conjunto de formaciones vegetales de un gran interés, aunque representadas en una pequeña fracción de la superficie provincial. Se pueden destacar las siguientes:
- Formaciones ripícolas en galería. En casi todos los tramos altos de los ríos de la provincia, existe una buena representación de bosques de galería, con un estado de conservación excelente.

- Turberas ácidas. Relegadas a enclaves húmedos de los sistemas montañosos hercinianos.

- Formaciones halófilas, de terófitos o caméfitos. Presentes en lagunas endorreicas, con acumulación de sales.

## Demografía
En los páramos y campiñas, entre los 600 y 1.000 metros de altitud, con el 41% de la superficie de la provincia, es donde se concentra la población y la ocupación más intensiva del territorio, ya que la elevada altitud del resto (entre 1.000 y 2.000 metros se encuentra el 59%) hace que las condiciones climáticas, bióticas y de posibilidades agronómicas sean limitadas.
| Gráfica de evolución demográfica de Geografía de la provincia de Guadalajara entre 1900 y 2000 |
|                                                                                                |

| Gráfica de evolución demográfica de Geografía de la provincia de Guadalajara entre 1986 y 2007 |
|                                                                                                |

A partir de la década de los 50 del siglo XX, la despoblación se incrementó, con el abandono de zonas agrícolas, climáticamente más extremas, comarcas de la la Serranía y La Alcarria, zonas con menor capacidad de mecanización de las explotaciones agrarias.

## Galería

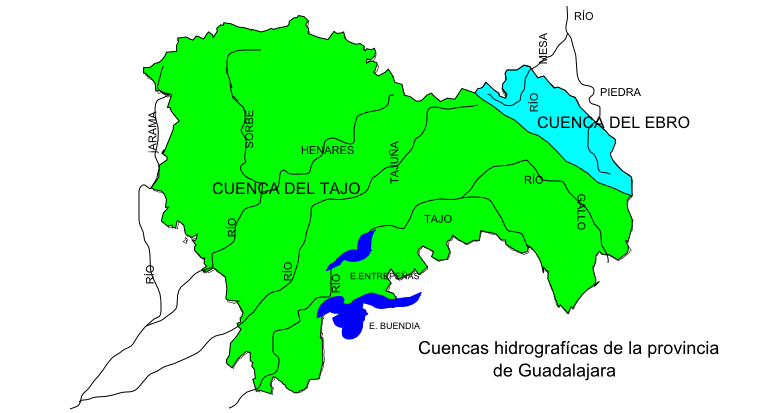
Cuencas hidrográficas.
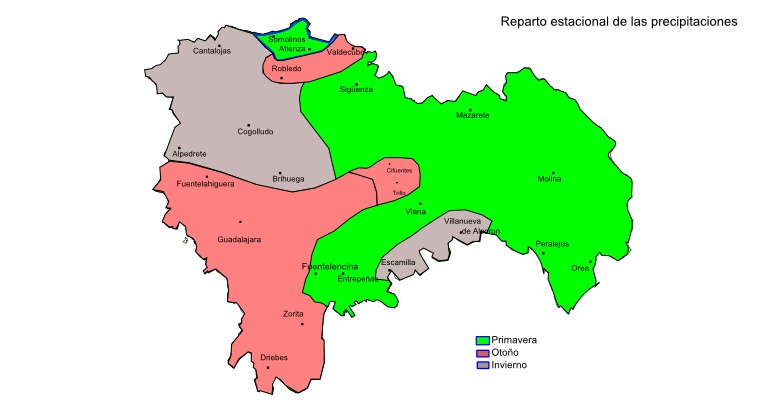
Reparto estacional de las precipitaciones.
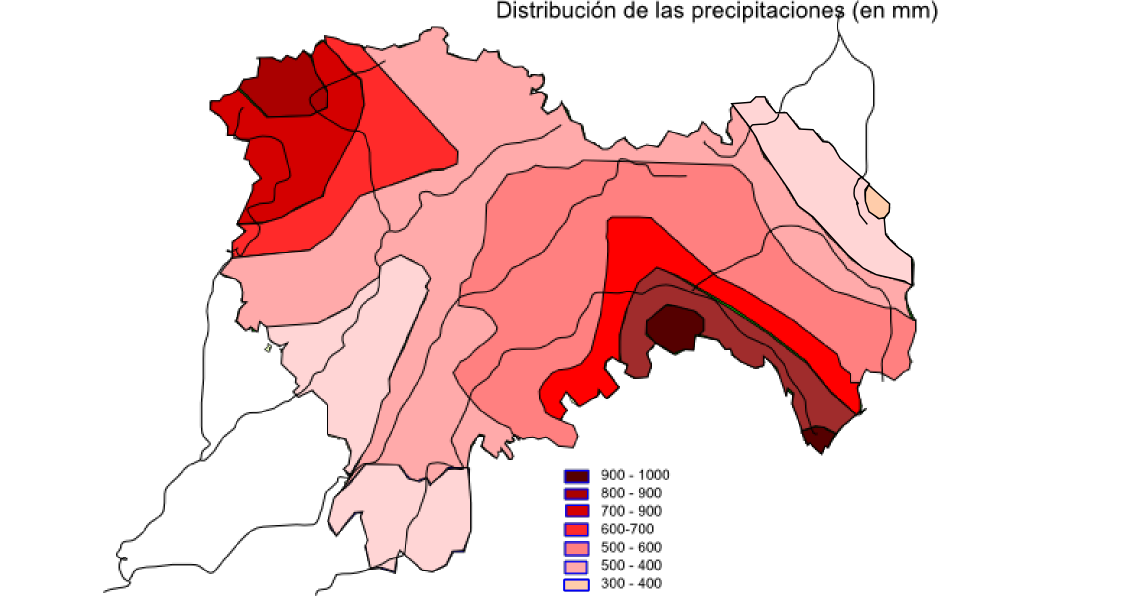
Precipitaciones en milímetros.
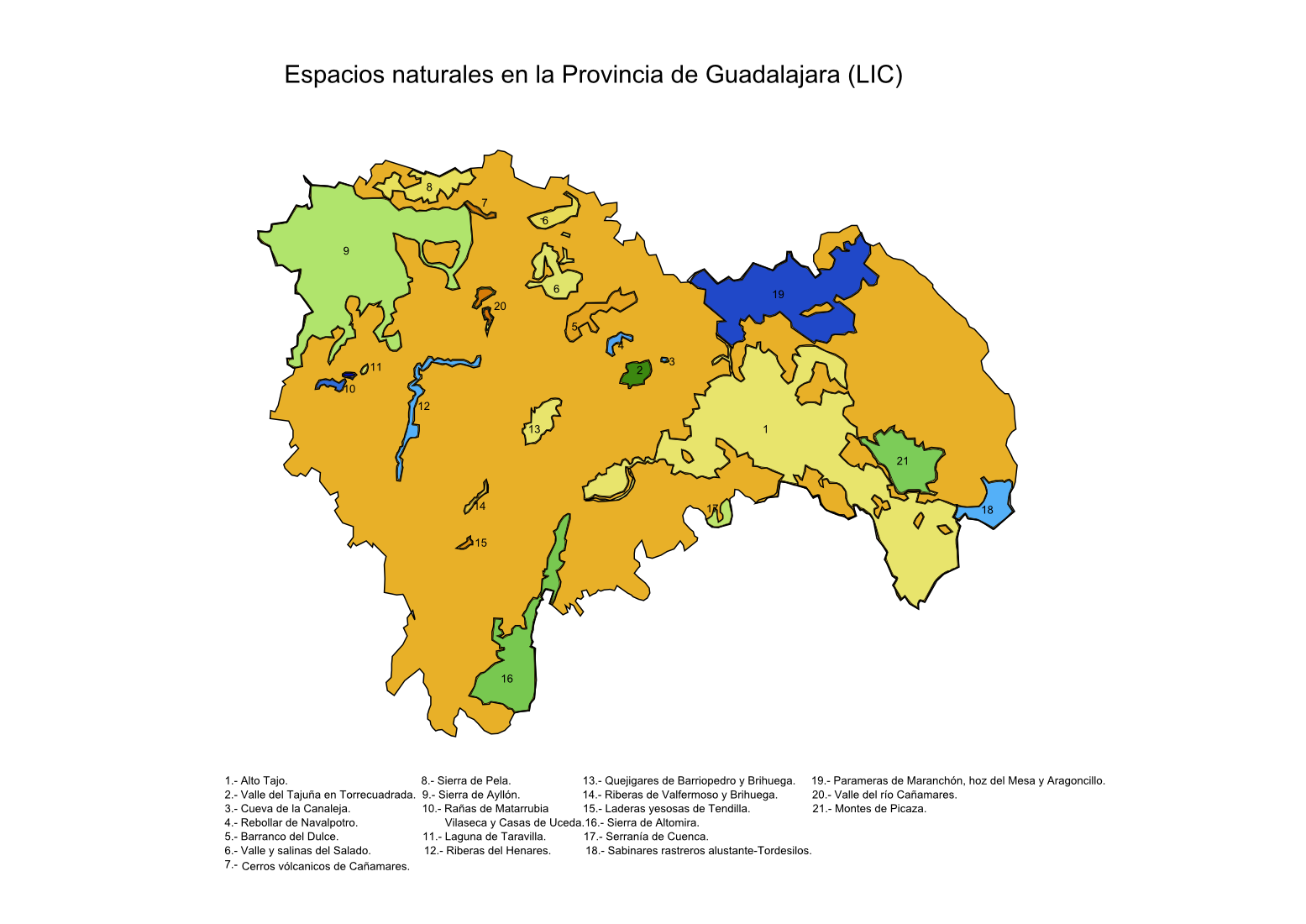
LIC en la provincia de Guadalajara.
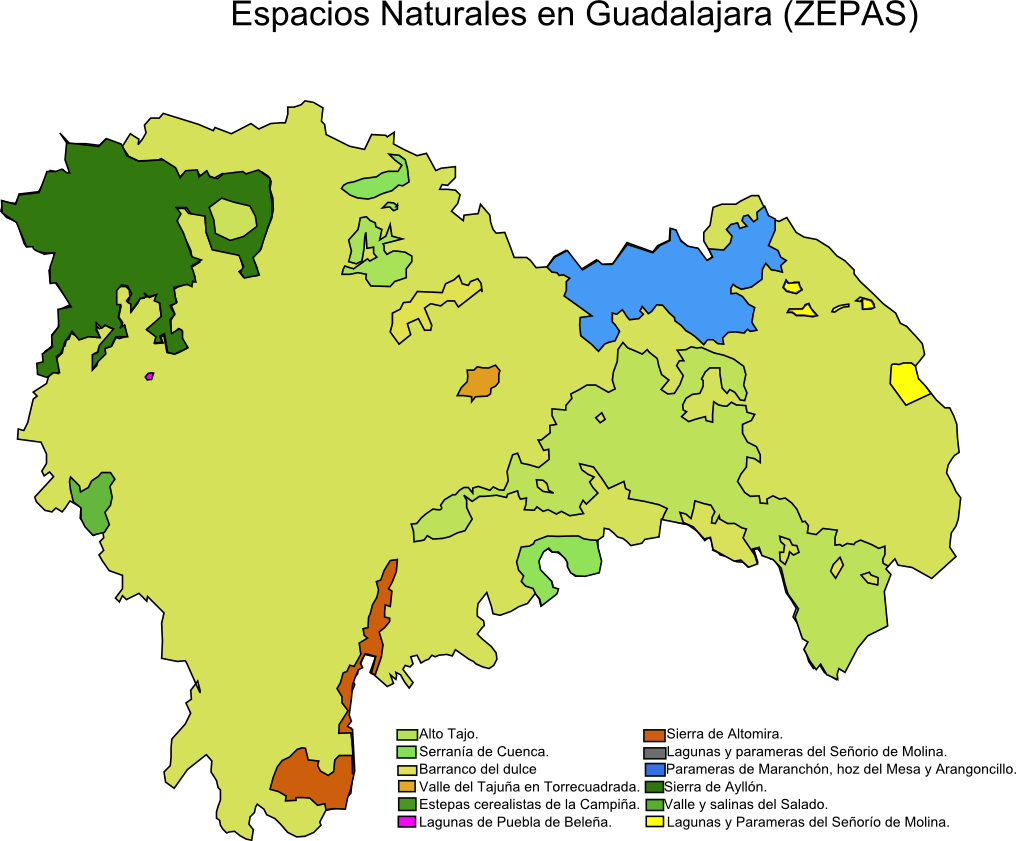
ZEPAS en la provincia de Guadalajara.
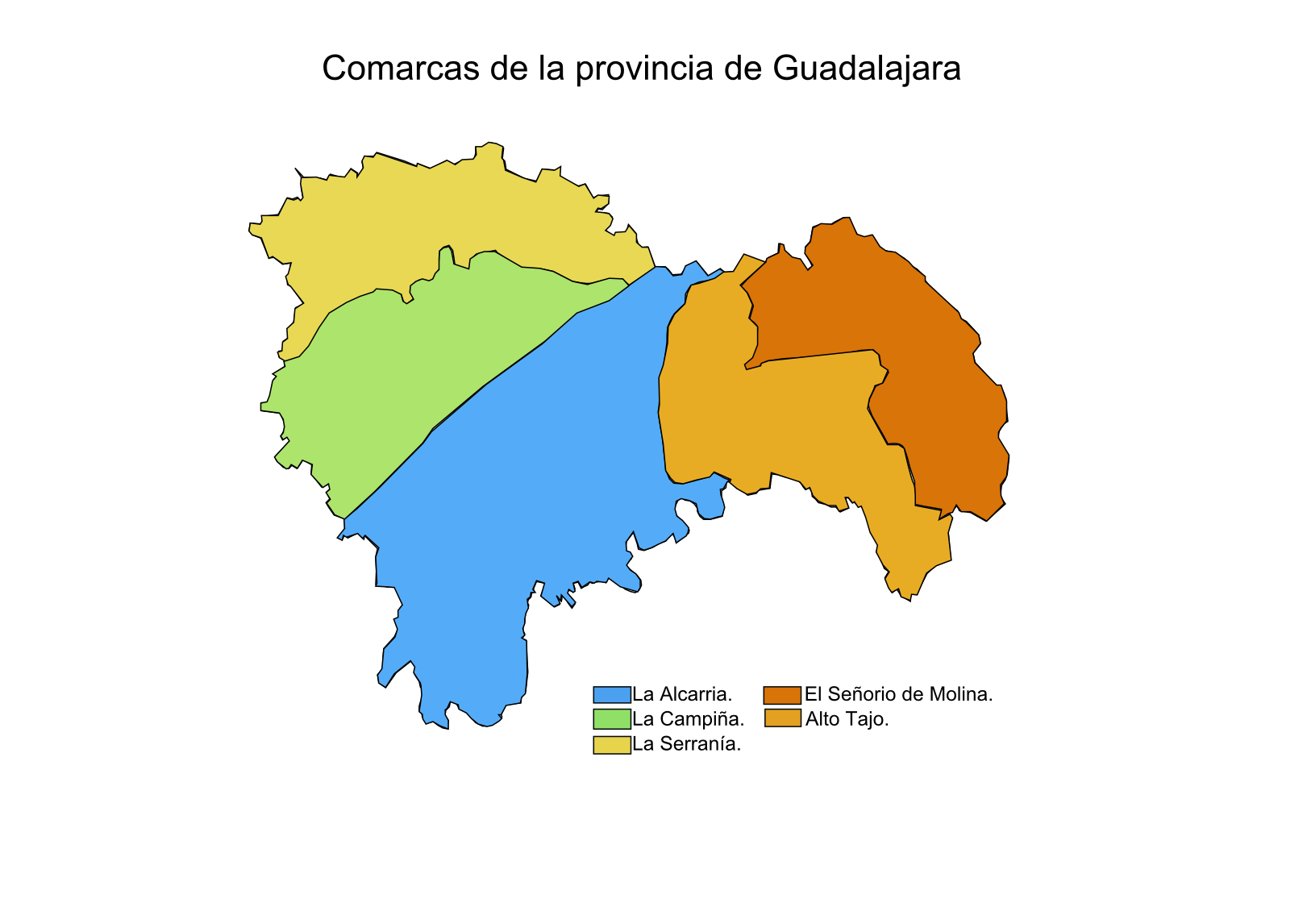
Comarcas en la provincia de Guadalajara